# Vysoká Pec (kraj karlowarski)
Vysoká Pec – gmina w Czechach, w powiecie Karlowe Wary, w kraju karlowarski. Według danych z dnia 1 stycznia 2013 liczyła 349 mieszkańców.